# José Meza
José Rafael Meza Ivancovich (Cartago, 6 luglio 1920 – 15 giugno 1988) è stato un calciatore costaricano.

## Carriera
Idolo della tifoseria nazionale che lo vide nel Club Sport Cartaginés e nel calcio internazionale con squadre del calibro di Estudiantes de La Plata in Argentina, Universidad de Bogotá in Colombia e Moctezuma e Atlante in Messico.
Nel 1937 iniziò col Cartaginés; passò poi al Moctezuma di Orizaba, dove ebbe la sua prima esperienza internazionale, e dopo arrivò l'offerta dell'Atlante.
Nel 1942 si trasferisce in Argentina a difendere i colori del Estudiantes de La Plata; più tardi viaggiò in Colombia dove chiuse la sua esperienza internazionale. Al suo ritorno in Costa Rica ritornò al Cartaginés per fungere come giocatore e tecnico.
Anni più tardi e con 20 anni di carriera alle spalle giocò per il Club Sport Herediano, squadra con la quale diede il suo addio al calcio in una partita tra i florenses ed il Rapid Vienna, squadra austriaca, vinta dai centroamericani.
Il 2 agosto 1973 il Cartaginés battezzò il suo stadio con il nome di José Rafael “Fello” Meza Ivancovich.